# Leuvrigny
Leuvrigny è un comune francese di 328 abitanti situato nel dipartimento della Marna nella regione del Grand Est.

## Società

### Evoluzione demografica
Abitanti censiti